# Histoire de la symphonie
Une symphonie est une composition instrumentale savante, de proportions généralement vastes, comprenant plusieurs mouvements joints ou disjoints et faisant appel aux ressources de l'orchestre symphonique.
L'histoire de ce genre musical remonte au XVIIIe siècle avec l'apparition de la sonate qui, adaptée à l'orchestre, devint vite la symphonie.

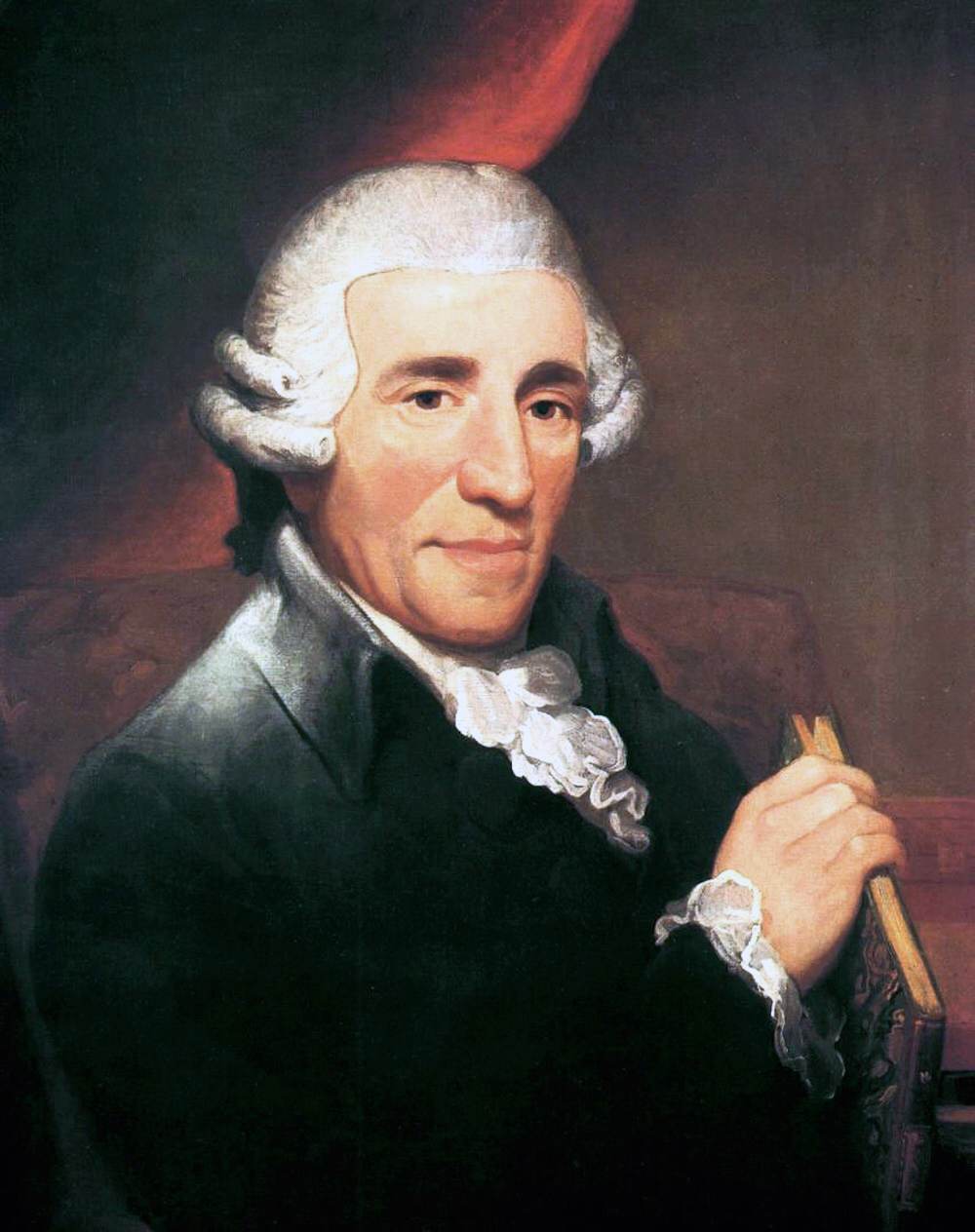
Joseph Haydn.
Portrait par Thomas Hardy (1792).

Dès les premiers temps du genre, de grands maitres se sont très vite affirmés. Ainsi, après les pionniers de la symphonie tels Giovanni Battista Sammartini, Louis-Gabriel Guillemain, Georg Matthias Monn, Johan Agrell, Carl Philipp Emanuel Bach ou François-Joseph Gossec, arriva Joseph Haydn (1732-1809), surnommé le « père de la symphonie » car il est le premier à avoir déterminé le cadre général de la symphonie. Il est également très productif avec cent quatre symphonies à son actif, celles-ci portant souvent un nom (« Tempesta di Mare », « La Passione », « L'Ours », « La Reine », « Militaire », « Londres »...)
Wolfgang Amadeus Mozart (1756-1791), prenant exemple sur Joseph Haydn, écrivit quarante et une symphonies, dont les deux dernières, 
nº 40 et « Jupiter », sont les plus célèbres.
Ludwig van Beethoven (1770-1827) a immortalisé le genre avec les célèbres « Eroica », nº 5, « Pastorale » et nº 9 symphonies, cette dernière s'achevant sur l'Ode à la joie, passage le plus célèbre de l'histoire de la symphonie.
Franz Schubert (1797-1828) écrivit dix symphonies, dont les symphonies « Inachevée » et « La Grande » sont les plus célèbres.
Félix Mendelssohn (1809-1847) en composa cinq (plus treize symphonies pour cordes), dont les symphonies « Écossaise » et « Italienne » sont les plus célèbres.

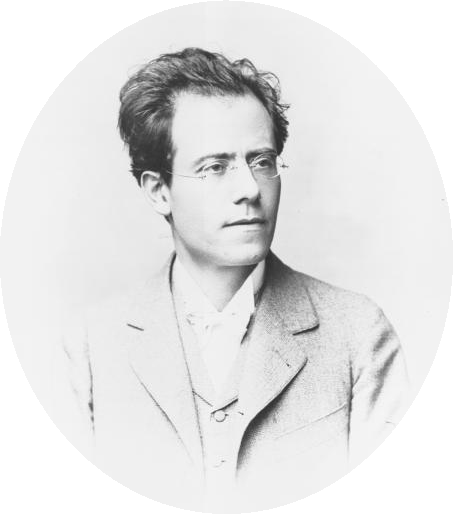
Gustav Mahler (1860-1911)

Robert Schumann (1810-1856) écrivit quatre symphonies, dont les symphonies « Le Printemps » et « Rhénane » sont les plus célèbres.
Franz Liszt (1811-1886) écrivit deux symphonies, la Faust-Symphonie et la Dante-Symphonie.
Johannes Brahms (1833-1897) en composa quatre, dont la dernière, nº 4, est la plus célèbre.
La forme de l’œuvre connait une forte amplification dans l'école allemande avec Anton Bruckner (1824-1896), auteur de 9 symphonies, et surtout Gustav Mahler (1860-1911), auteur de 10 symphonies, dont quatre (2, 3, 4, et 8) de même Das Lied von der Erde) font appel aux voix avec des textes littéraires très différents tels le Veni Creator ou le Second Faust de Goethe.
La première période romantique en France est dominée par le seul nom d'Hector Berlioz (1803-1869), qui laissa quatre, dont la première, Symphonie fantastique, est la plus célèbre. D'autres compositeurs sont alors moins connus mais cependant remarquables : Georges Onslow, Louise Farrenc, Napoléon Henri Reber, ou Théodore Gouvy. Après 1850, ils furent suivis avec succès par Camille Saint-Saëns (1835-1921), Charles Gounod (1818-1893), Georges Bizet (1838-1875), César Franck (1822-1890), Charles-Marie Widor (1844-1937), Ernest Chausson, (1855-1899) Paul Dukas (1865-1935), Théodore Dubois (1837-1924), Vincent d'Indy (1851-1931), Guy Ropartz (1864-1955), Albéric Magnard (1865-1914) ou encore Charles Tournemire (1870-1939).
En Russie, un des principaux compositeurs est Piotr Ilitch Tchaïkovski (1840-1893), qui laissa six symphonies, dont la dernière, Pathétique, est la plus célèbre.
En Bohême, un des principaux compositeurs est Antonín Dvořák (1841-1904), qui laissa neuf symphonies, dont la dernière, Du Nouveau Monde, est la plus célèbre.
En Union Soviétique, les deux principaux compositeurs sont Sergueï Prokofiev (1891-1953), qui laissa sept symphonies, dont les symphonies Classique et nº 5 sont les plus célèbres, et Dmitri Chostakovitch (1906-1975), qui laissa quinze symphonies, dont la symphonie Léningrad est la plus célèbre.